# Alexis (Illinois)
Alexis is een plaats (village) in de Amerikaanse staat Illinois, en valt bestuurlijk gezien onder Mercer County en Warren County.

## Demografie
Bij de volkstelling in 2000 werd het aantal inwoners vastgesteld op 863.
In 2006 is het aantal inwoners door het United States Census Bureau geschat op 813, een daling van 50 (-5,8%).

## Geografie
Volgens het United States Census Bureau beslaat de plaats een oppervlakte van
1,3 km², geheel bestaande uit land. Alexis ligt op ongeveer 213 m boven zeeniveau.

## Plaatsen in de nabije omgeving
De onderstaande figuur toont nabijgelegen plaatsen in een straal van 20 km rond Alexis.